# Jurinea eduardi-regelii
Jurinea eduardi-regelii là một loài thực vật có hoa trong họ Cúc. Loài này được Iljin mô tả khoa học đầu tiên năm 1925.